# Бомбардировка Кёльна

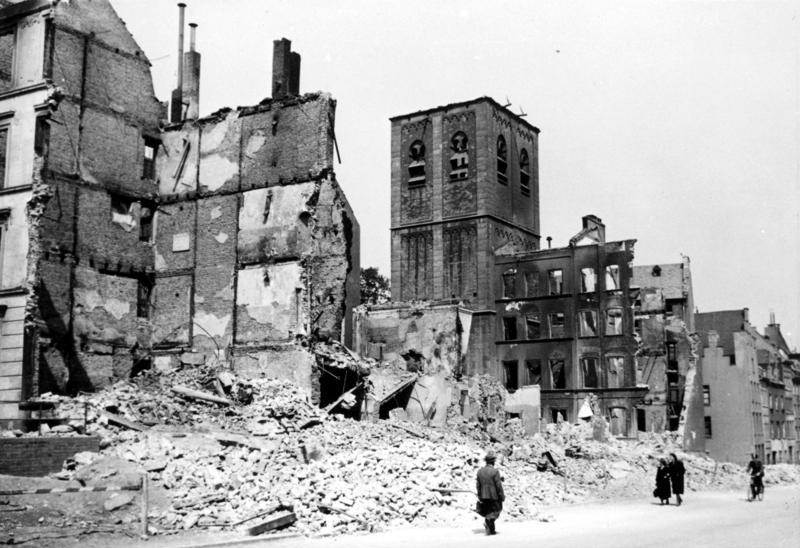
Кёльн, 9 июня 1942 года

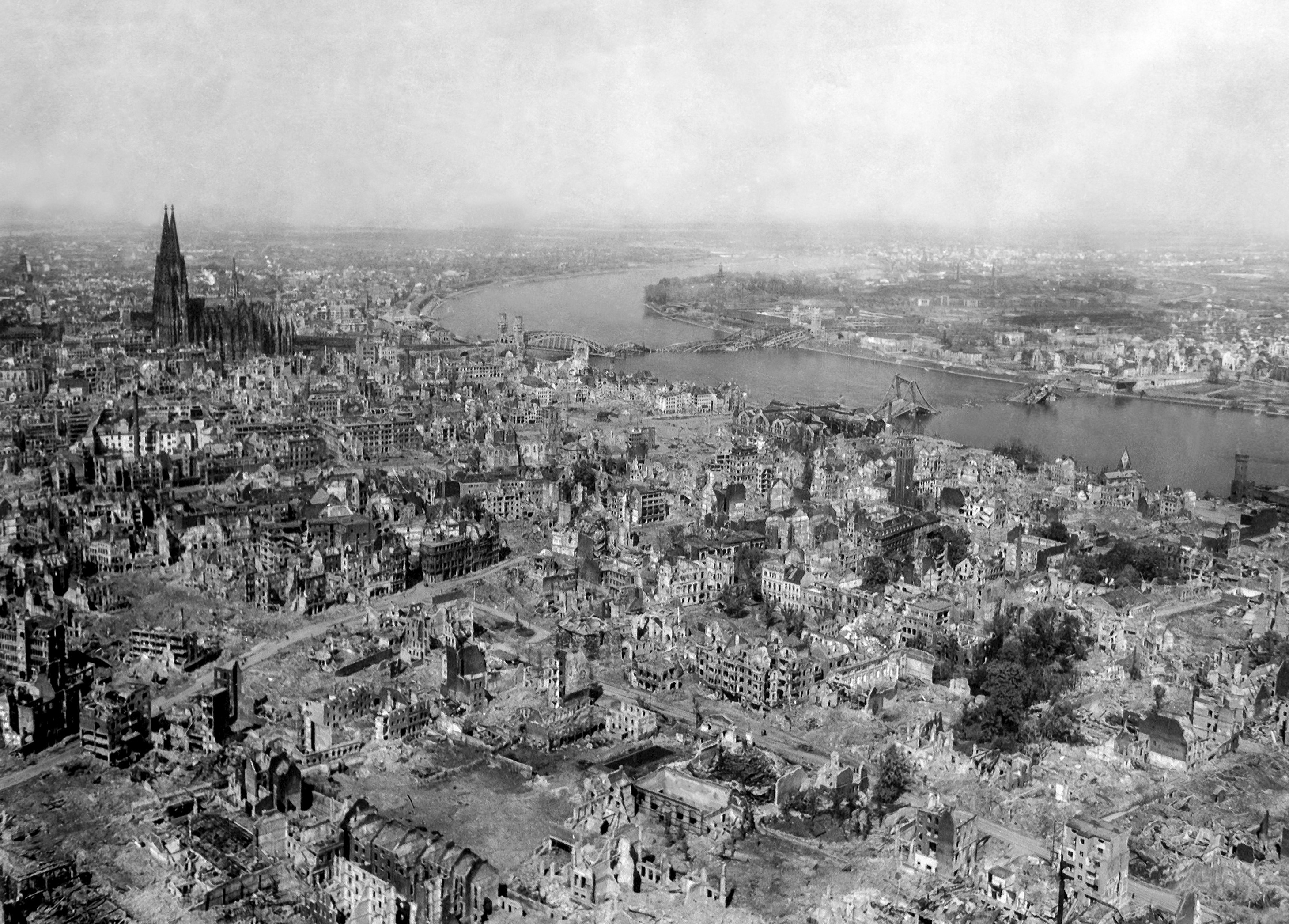
Кёльн. 1945

Бомбардировка Кёльна (англ. Bombing of Cologne) — стратегическая бомбардировка Кёльна, проведённая военно-воздушными силами Великобритании 30—31 мая 1942 года.
В авианалёте участвовало более тысячи самолётов. Всего во время Второй мировой войны на Кёльн было совершено 262 воздушных атаки.

## Подготовка
Атака состоялась в рамках операции «Миллениум». В ней впервые принимало участие более 1000 бомбардировщиков. Ожидалось, что последствия авианалётов, в которых задействовано такое число самолётов, будут столь разрушительными, что это заставит Германию капитулировать или, по крайней мере, сильно подорвёт моральный дух противника. Кроме того, такие налёты были полезны бомбардировочному командованию Королевских ВВС и его главе Артуру Харрису. После неудач 1941 года раздавались призывы направить бомбардировщики на другой театр военных действий. На данном этапе войны бомбардировочное командование располагало 400 самолётами и постепенно производило замену двухмоторных бомбардировщиков довоенных лет на современные самолёты.
Впервые была применена тактика «потока бомбардировщиков», и большинство тактических приёмов этого налёта использовалось на протяжении следующих двух лет войны, некоторые элементы использовались до самого её конца. Предполагалось, что такое число самолётов, преодолевающих «линию Каммхубера», позволит подавить немецкие истребители и удержать число сбитых бомбардировщиков в приемлемых рамках.

## Авианалёт 30—31 мая 1942 года
868 бомбардировщиков нанесли удар по основной цели и 15 — по второстепенным. Общий тоннаж сброшенных бомб составил 1455 тонн, две трети из которого составляли зажигательные. В результате возникло 2500 очагов пожаров, 1700 из них были классифицированы немецкими противопожарными службами как крупные. Действия пожарных команд и ширина улиц помешали отдельным пожарам соединиться в единый огненный смерч.
Было уничтожено 3300 нежилых зданий, 2090 серьёзно повреждено и 6420 получили слабые повреждения — всего 12840 зданий, из которых 2560 были промышленными или коммерческими. Среди полностью уничтоженных зданий — 7 административных зданий, 14 общественного назначения, 7 банков, 9 больниц, 17 церквей, 16 школ, 4 университетских здания, 10 почтовых и железнодорожных зданий, 10 исторических зданий, 2 редакции газет, 4 гостиницы, 2 кинотеатра, 6 универсальных магазинов. К военным потерям относились казармы зенитной артиллерии. Было разрушено 13010 квартир, 6360 серьёзно повреждено, 22270 получили слабые повреждения.
Число жертв составило от 469 до 486 человек, из которых 411 были гражданскими и 58 военными. 5027 человек были ранены. По разным оценкам, после рейда от 135 до 150 тысяч жителей из 700-тысячного населения покинуло город.
Королевские ВВС потеряли 43 самолёта.
|                                | № и тип самолёта                                                                                               | Количество самолётов |
| ------------------------------ | --- | -------------------- |
| 1 группа RAF                   | 156 средних бомбардировщиков Vickers Wellington                                                                | 156                  |
| 3 группа RAF                   | 134 Vickers Wellington 88 тяжёлых бомбардировщиков Short Stirling                                              | 222                  |
| 4 группа RAF                   | 131 тяжёлых бомбардировщик Halifax 9 Vickers Wellington 7 средних бомбардировщиков Whitley                     | 147                  |
| 5 группа RAF                   | 73 тяжёлых бомбардировщика Lancaster 46 средних бомбардировщиков Manchester 34 средних бомбардировщика Hampden | 153                  |
| 91 (оперативное)               | 236 Vickers Wellington 21 Whitley                                                                              | 257                  |
| 92 (оперативное)               | 63 Vickers Wellington 45 Hampden                                                                               | 108                  |
| Летающая тренировочная команда | 4 Vickers Wellington                                                                                           | 4                    |